# شمروخ (اسم)
شمروخ هو اسم علم مذكر من أصل عربي، ومعناه هو لعذق عليه البسرالعنقود عليه العنب، والغصن الغض الحديث النشأة، وهم يفتحون الشين وصوابه الضما.

## وصلات خارجية
- موسوعة السلطان قابوس لأسماء العرب نسخة محفوظة 5 أبريل 2019 على موقع واي باك مشين.